# Mount Pelops
Mount Pelops är ett berg i Kanada.   Det ligger i provinsen British Columbia, i den sydvästra delen av landet, 3 500 km väster om huvudstaden Ottawa. Toppen på Mount Pelops är 1 862 meter över havet.
Terrängen runt Mount Pelops är huvudsakligen bergig, men den allra närmaste omgivningen är kuperad.Närmaste större samhälle är Squamish, 11,0 km sydost om Mount Pelops.
Trakten runt Mount Pelops är permanent täckt av is och snö. Trakten runt Mount Pelops är nära nog obefolkad, med mindre än två invånare per kvadratkilometer.